# رود راش 3دي
رود راش 3دي (بالإنجليزية: Road Rash 3D)‏ ، هي لعبة فيديو إلكترونية من نوع سباقات الدراجات النارية في الشوارع، وهي من إنتاج ونشر شركة إلكترونيك آرتس الأمريكية سنة 1998م.